# 真祖
真祖，日本輕小説以及動漫作品名詞。
最強吸血鬼的代稱，吸血鬼族的始祖，為吸血鬼們尊敬的對象。
在一些動漫中會出現，《月姬》、《歌月十夜》和《MELTY BLOOD》、《終結的熾天使》等日本動漫作品中的用語。                

## 月姬
在月姬里，地球孕生出真祖，真祖孕生出死徒，死徒孕生出其他死徒。真祖本身是自然和世界，死徒为真祖仆从。由“朱红之月”加上人类肉体产生真祖。而月姬女主爱尔奎特·布伦史塔的，属于真祖类种，住在真祖之城布伦史塔德。本身是真祖们为了猎杀死徒吸血鬼而创造的纯粹真祖，平时是有单纯人类情感的女性。

## 吸血鬼同盟
在《吸血鬼同盟》中真祖名為龍之子德古拉。